# Marino Miyata
Marino Miyata 宮田麻里乃 (Miyata Marino?) (Tokyo, 9 novembre 1991) è una modella giapponese, incoronata quarantunesima Miss Giappone nel 2009.
È la quarta donna a vincere il concorso mentre è ancora una studentessa delle scuole superiori. In seguito Marino Miyata si è iscritta presso la Waseda University per studiare economia politica.